# Lipocosma phyalis
Lipocosma phyalis là một loài bướm đêm trong họ Crambidae.